# Songgokerto
Songgokerto is een bestuurslaag in het regentschap Batu van de provincie Oost-Java, Indonesië. Songgokerto telt 6668 inwoners (volkstelling 2010).